# 早餐電視中心

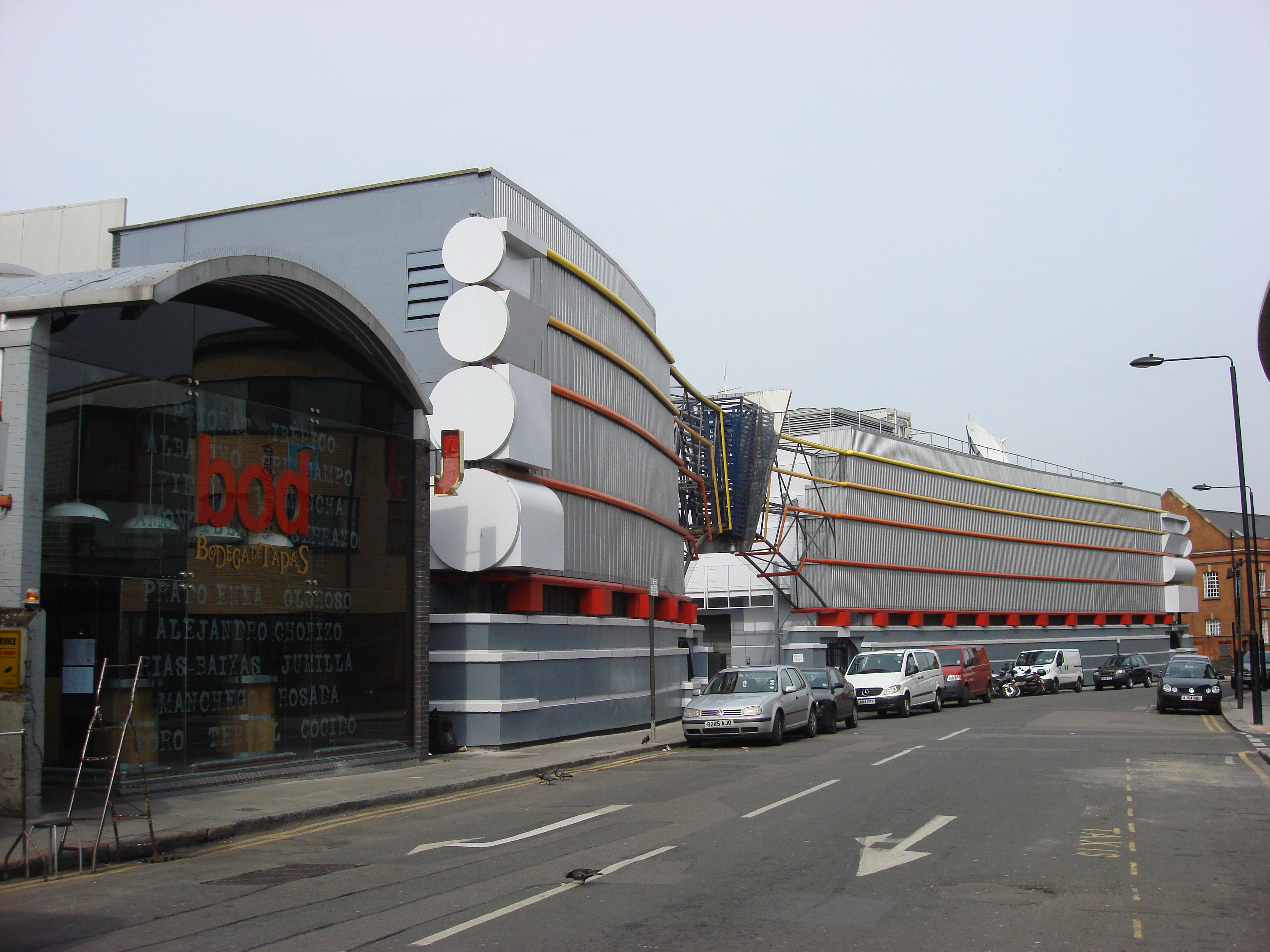

早餐電視中心（Breakfast Television Centre）曾是TV-am的總部，位於倫敦康登鎮。現在這座建築是派拉蒙在歐洲的總部。英國第五台的總部曾經位於這座建築。

## 外部連結
维基共享资源上的相關多媒體資源：早餐電視中心
- TV-am Archive （页面存档备份，存于）
- BBC News （页面存档备份，存于）